# Bessi (Cameroun)
Ne doit pas être confondu avec Bessi.
Bessi est un village du Cameroun situé dans l’arrondissement de Batibo, dans le département de Momo et dans la Région du Nord-Ouest.

## Population
Lors du recensement de 2005, on a dénombré 3 146 habitants à Batibo, dont 1 408 hommes et 1 738 femmes.

## Établissement scolaire
Le GHS Bessi-Awum, un établissement scolaire public situé dans le village de Bessi, dispense un enseignement secondaire général.

## Religion
Bessi possède notamment un lieu de culte, l’Église presbytérienne de Bessi.